# Campeonato do Mundo de Polo de 2008
O VIII Campeonato Mundial de Pólo, 2008, com 14 metas de handicap por equipe, realizou-se no México. Começou em 21 de abril e terminou em 3 de maio de 2008. O campeão dessa edição foi o selecionado do Chile, derrotando ao Brasil na final por 11-9. Foi o primeiro título mundial do Chile no polo, após a derrota de 1992, quando perdeu a final disputada em Santiago, para a Argentina.
Com esse resultado, as equipes da América do Sul somaram 7 títulos entre os 8 mundiais disputados (1 Chile, 3 Brasil e 3 Argentina), sendo a exceção o campeonato de 1989, vencido pelos Estados Unidos.
Oito seleções de todo o mundo disputaram o título no Campo Marte da capital mexicana, onde foram jogadas as finais, e nas três canchas do Club de Polo Tecamac, situado no estado do México, vizinho ao Distrito Federal.

## Qualificação
Um total de 8 vagas foram oferecidas para o torneio, a mesma quantidade de vagas que o torneio anterior. A seleção do Brasil por ser a defensora do título e a do México por ser sede do torneio, não participaram dos torneios qualificatórios e qualificaram-se automaticamente.
As seis vagas restantes para o torneio foram definidas através de torneios qualificatórios divididos por zonas.
Cada zona conta com 8 representantes no torneio final, incluindo os previamente qualificados como sede e/ou defensor do título.
|                 | América do Norte e Central                         | América do Sul                      | Europa                                                   | África, Ásia e Oceania                                          |
| --------------- | -------------------------------------------------- | ----------------------------------- | -------------------------------------------------------- | --------------------------------------------------------------- |
| Sede do torneio | Dominicana e México                                | Lima, Peru e Santiago, Chile        | Sotogrande, Espanha                                      | Auckland, Nova Zelândia                                         |
| Participantes   | - Canadá - Dominicana - Estados Unidos - Guatemala | - Chile - Colômbia - Equador - Peru | - Espanha - Inglaterra - França - Itália - Países Baixos | - África do Sul - Austrália - Índia - Nova Zelândia - Paquistão |
| Qualificados    | - Canadá                                           | - Chile                             | - Espanha - Inglaterra                                   | - África do Sul - Nova Zelândia                                 |

## Campeonato
Qualificadas as 8 equipas, elas foram alocadas em dois grupos com 4 participantes cada. Dentro de cada grupo cada time jogaria uma partida contra os demais do grupo, os dois melhores colocados avançariam à fase semifinal e os terceiros e quartos colocados de cada grupo estariam eliminados.

### Fase de grupos
|  | Equipes classificadas para a semifinal |

### Grupo A
| Seleção       | P | J | V | D | GP   | GC   | SG   |
| ------------- | - | - | - | - | ---- | ---- | ---- |
| Brasil        | 6 | 3 | 3 | 0 | 22   | 16   | 6    |
| México        | 4 | 3 | 2 | 1 | 23   | 21   | +2   |
| África do Sul | 2 | 3 | 1 | 2 | 15,5 | 20   | -4,5 |
| Inglaterra    | 0 | 3 | 0 | 3 | 17   | 20,5 | -3,5 |

| 24 de Abril       | Inglaterra | 5–7 | Brasil |  |
| 9:30 (UTC-7)(MST) |            |     |        |  |

| 24 de Abril        | México | 9–5 | África do Sul |  |
| 15:15 (UTC-7)(MST) |        |     |               |  |

| 26 de Abril        | México | 9–8 | Inglaterra |  |
| 12:00 (UTC-7)(MST) |        |     |            |  |

| 27 de Abril        | África do Sul | 9–5 | Brasil |  |
| 13:30 (UTC-7)(MST) |               |     |        |  |

| 29 de Abril        | Brasil | 8–5 | México |  |
| 13:30 (UTC-7)(MST) |        |     |        |  |

| 29 de Abril        | Inglaterra | 4–4,5 | África do Sul |  |
| 15:15 (UTC-7)(MST) |            |       |               |  |

### Grupo B
| Seleção       | P | J | V | D | GP   | GC   | SG    |
| ------------- | - | - | - | - | ---- | ---- | ----- |
| Chile         | 6 | 3 | 3 | 0 | 28,5 | 17   | +11,5 |
| Espanha       | 4 | 3 | 2 | 1 | 23   | 19,5 | +3,5  |
| Nova Zelândia | 2 | 3 | 1 | 2 | 18,5 | 27   | -8,5  |
| Canadá        | 0 | 3 | 0 | 3 | 15,5 | 22   | -6,5  |

| 24 de Abril        | Nova Zelândia | 5–3,5 | Canadá |  |
| 11:15 (UTC-7)(MST) |               |       |        |  |

| 24 de Abril        | Espanha | 5–6 | Chile |  |
| 13:30 (UTC-7)(MST) |         |     |       |  |

| 27 de Abril        | Espanha | 9–7,5 | Nova Zelândia |  |
| 10:00 (UTC-7)(MST) |         |       |               |  |

| 27 de Abril        | Chile | 8–6 | Canadá |  |
| 11:45 (UTC-7)(MST) |       |     |        |  |

| 29 de Abril       | Canadá | 6–9 | Espanha |  |
| 9:30 (UTC-7)(MST) |        |     |         |  |

| 29 de Abril        | Chile | 14,5–6 | Nova Zelândia |  |
| 11:15 (UTC-7)(MST) |       |        |               |  |

## Fase final

### Meias finais
| 1 de Maio         | Espanha | 5–7 | Brasil |  |
| 9:30 (UTC-7)(MST) |         |     |        |  |

| 1 de Maio          | Chile | 10–9 | México |  |
| 11:15 (UTC-7)(MST) |       |      |        |  |

### Disputa pelo 3º lugar
| 3 de Maio         | México | 13–12 | Espanha |  |
| 9:30 (UTC-7)(MST) |        |       |         |  |

### Final
| 3 de Maio          | Brasil | 9–11 | Chile |  |
| 11:15 (UTC-7)(MST) |        |      |       |  |

### Chaveamento

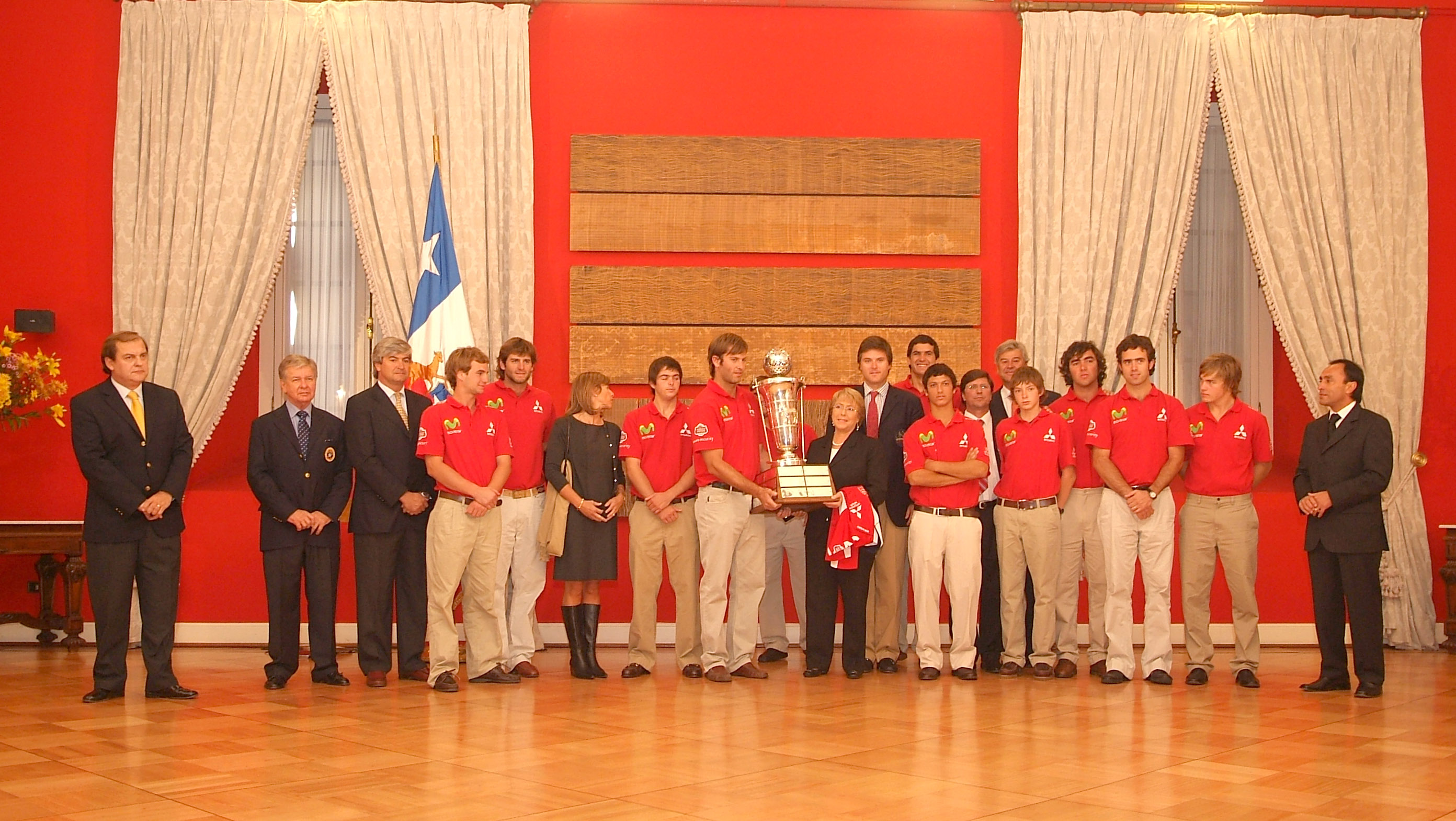
Presidente do Chile, Michele Bachelet recebe os campeões mundiais.

|  | Semifinais       | Semifinais       |    |                  | Final            | Final |  |
|  |                  |                  |    |                  |                  |       |  |
|  | Cidade do México |                  |    |                  |                  |       |  |
|  | Espanha          | 5                |    |                  |                  |       |  |
|  | Brasil           | 7                |    |                  |                  |       |  |
|  |                  |                  |    |                  |                  |       |  |
|  |                  |                  |    |                  | Cidade do México |       |  |
|  |                  |                  |    |                  | Brasil           | 9     |  |
|  |                  | Chile            | 11 |                  |                  |       |  |
|  |                  |                  |    |                  |                  |       |  |
|  |                  |                  |    |                  |                  |       |  |
|  |                  |                  |    |                  | Terceiro lugar   |       |  |
|  | Cidade do México | Cidade do México |    | Cidade do México | Cidade do México |       |  |
|  | Chile            | 10               |    | México           | 13               |       |  |
|  | México           | 9                |    |                  | Espanha          | 12    |  |

| VIII Campeonato do Mundo de Polo · Chile · Primeiro título | Recaredo Ossa (Handicap 1) Romano Vercellino (Handicap 3) Alejandro Vial (Handicap 5) Matias Vial (Handicap 5) |

| Posição | Equipa        |
| ------- | ------------- |
| 2       | Brasil        |
| 3       | México        |
| 4       | Espanha       |
| 5       | África do Sul |
| 6       | Nova Zelândia |
| 7       | Inglaterra    |
| 8       | Canadá        |